# Danh sách album đứng đầu bảng xếp hạng Gaon Album Chart năm 2010
Bảng xếp hạng Album (Gaon Chart) là bảng xếp hạng đánh giá những album hay nhất ở Hàn Quốc. Dữ liệu được thu nhập hằng tuần bởi Hiệp hội âm nhạc Hàn Quốc. Nó bao gồm bảng xếp hạng tuần, được mở từ Chủ nhật đến thứ bảy, và bảng xếp hạng hằng tháng.

## Bảng xếp hạng tuần
| Cuối tuần   | Album                                                                     | Nghệ sĩ           |
| ----------- | ------------------------------------------------------------------------- | ----------------- |
| 2 tháng 1   | 1:59PM / Heartbeat                                                        | 2PM               |
| 9 tháng 1   | 1:59PM / Heartbeat                                                        | 2PM               |
| 16 tháng 1  | Bluetory                                                                  | CNBLUE            |
| 23 tháng 1  | Bluetory                                                                  | CNBLUE            |
| 30 tháng 1  | Oh!                                                                       | Girls' Generation |
| 6 tháng 2   | Oh!                                                                       | Girls' Generation |
| 13 tháng 2  | Oh!                                                                       | Girls' Generation |
| 20 tháng 2  | Lupin                                                                     | Kara              |
| 27 tháng 2  | Im Chang-jung Best (tiếng Hàn Quốc: 임창정 베스트)                        | Im Chang-jung     |
| 6 tháng 3   | Best Selection 2010                                                       | TVXQ              |
| 13 tháng 3  | Epilogue / Run                                                            | Epik High         |
| 20 tháng 3  | I Did Wrong (tiếng Hàn Quốc: 잘못했어)                                    | 2AM               |
| 27 tháng 3  | Run Devil Run (Repackage)                                                 | Girls' Generation |
| 3 tháng 4   | Shine a Light                                                             | G-Dragon          |
| 10 tháng 4  | Back to the Basic                                                         | Rain              |
| 17 tháng 4  | Shining Inheritance OST                                                   | Nhiều nghệ sĩ     |
| 24 tháng 4  | Don't Stop Can't Stop                                                     | 2PM               |
| 1 tháng 5   | IRIS OST (Nhật Bản)                                                       | Nhiều nghệ sĩ     |
| 8 tháng 5   | Lee Seung Chul 25th Anniversary (tiếng Hàn Quốc: 이승철 25주년 기념 앨범) | Lee Seung Chul    |
| 15 tháng 5  | Bonamana                                                                  | Super Junior      |
| 22 tháng 5  | Bonamana                                                                  | Super Junior      |
| 29 tháng 5  | Dreamizer                                                                 | Lee Seung Hwan    |
| 5 tháng 6   | Destination                                                               | SS501             |
| 12 tháng 6  | Destination                                                               | SS501             |
| 19 tháng 6  | Destination                                                               | SS501             |
| 26 tháng 6  | 2010 Big Show                                                             | Big Bang          |
| 3 tháng 7   | Bonamana (repackage)                                                      | Super Junior      |
| 10 tháng 7  | Solar                                                                     | Taeyang           |
| 17 tháng 7  | Count On Me (tiếng Hàn Quốc: 믿어줄래)                                    | Jay Park          |
| 24 tháng 7  | Lucifer                                                                   | SHINee            |
| 31 tháng 7  | Lucifer                                                                   | SHINee            |
| 7 tháng 8   | Hurricane Venus                                                           | BoA               |
| 14 tháng 8  | Hurricane Venus                                                           | BoA               |
| 21 tháng 8  | Time to Shine                                                             | Supernova         |
| 28 tháng 8  | Solar (phát hành quốc tế)                                                 | Taeyang           |
| 4 tháng 9   | RealSlow is Back                                                          | Wheesung          |
| 11 tháng 9  | To Anyone                                                                 | 2NE1              |
| 18 tháng 9  | Sunggyunkwan Scandal OST (tiếng Hàn Quốc: 성균관 스캔들 OST)              | Nhiều nghệ sĩ     |
| 25 tháng 9  | Sunggyunkwan Scandal OST (tiếng Hàn Quốc: 성균관 스캔들 OST)              | Nhiều nghệ sĩ     |
| 2 tháng 10  | Sunggyunkwan Scandal OST (tiếng Hàn Quốc: 성균관 스캔들 OST)              | Nhiều nghệ sĩ     |
| 9 tháng 10  | Hello (Repackage)                                                         | SHINee            |
| 16 tháng 10 | Still 2:00PM                                                              | 2PM               |
| 23 tháng 10 | The Beginning                                                             | JYJ               |
| 30 tháng 10 | Hoot                                                                      | Girls' Generation |
| 6 tháng 11  | Hoot                                                                      | Girls' Generation |
| 13 tháng 11 | Lights Go On Again                                                        | Beast             |
| 20 tháng 11 | Jumping                                                                   | Kara              |
| 27 tháng 11 | The Beginning (New Limited Edition)                                       | JYJ               |
| 4 tháng 12  | Miss You (tiếng Hàn Quốc: 너무 그리워)                                    | SM The Ballad     |
| 11 tháng 12 | Brown Eyed Soul                                                           | Brown Eyed Soul   |
| 18 tháng 12 | Gift Pt. 2                                                                | Park Hyo-shin     |
| 25 tháng 12 | GD & TOP                                                                  | G-Dragon & T.O.P  |

## Bảng xếp hạng tháng
Gaon Chart xếp hạng album xuất sắc nhất tại Hàn Quốc mỗi tháng.
| Tháng    | Album                     | Nghệ sĩ           | Bán ra  |
| -------- | ------------------------- | ----------------- | ------- |
| Tháng 1  | Oh!                       | Girls' Generation | 98,098  |
| Tháng 2  | Oh!                       | Girls' Generation | 97,311  |
| Tháng 3  | Run Devil Run (Repackage) | Girls' Generation | 147,098 |
| Tháng 4  | Back to the Basic         | Rain              | 208,322 |
| Tháng 5  | Bonamana                  | Super Junior      | 224,344 |
| Tháng 6  | Bonamana (Repackage)      | Super Junior      | 132,756 |
| Tháng 7  | Lucifer                   | SHINee            | 136,076 |
| Tháng 8  | Hurricane Venus           | BoA               | 64,131  |
| Tháng 9  | To Anyone                 | 2NE1              | 124,939 |
| Tháng 10 | Hoot                      | Girls' Generation | 139,022 |
| Tháng 11 | The Beginning             | JYJ               | 94,218  |
| Tháng 12 | GD & TOP                  | G-Dragon & T.O.P  | 130,918 |

## Liên kết
- Gaon Album Chart - official homepage (tiếng Hàn)